# Elektrossila (métro de Saint-Pétersbourg)
Pour les articles homonymes, voir Elektrosila.
Elektrossila (en russe : Электроси́ла) est une station de la ligne 2 du métro. Elle est située dans le raïon de Moskovski à Saint-Pétersbourg en Russie.
Mise en service en 1961, elle est desservie par les rames de la ligne 2 du métro de Saint-Pétersbourg.

## Situation sur le réseau

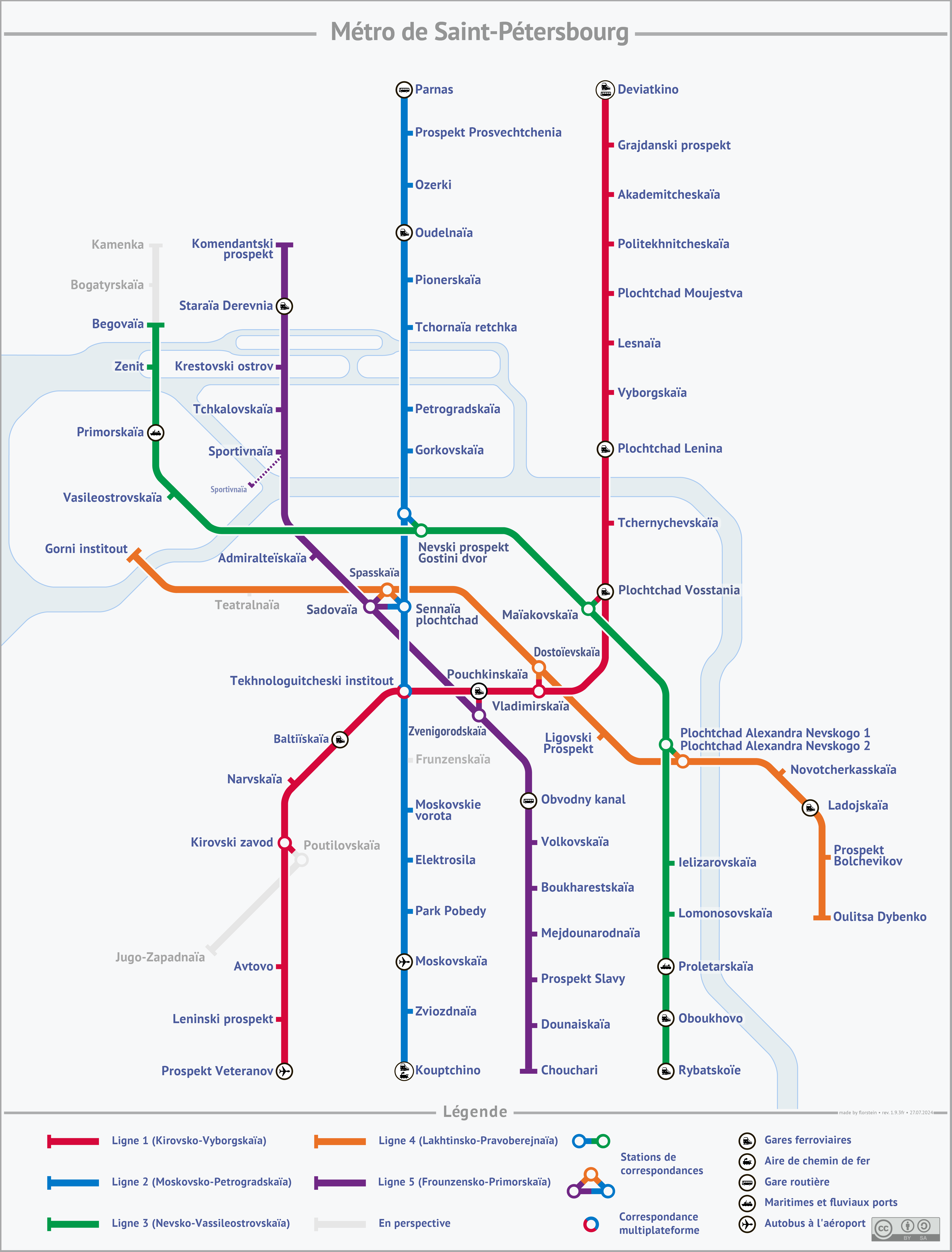
Plan du métro.

Établie en souterrain, à 35 mètres de profondeur, Elektrossila est une station de passage de la ligne 2 du métro de Saint-Pétersbourg. Elle est située entre la station Moskovskie Vorota, en direction du terminus nord Parnas, et la station Park Pobedy, en direction du terminus sud Kouptchino.
La station dispose d'un quai central encadré par les deux voies de la ligne.

## Histoire
La station Elektrossila est mise en service le 29 avril 1961, lors de l'ouverture à l'exploitation de la première section de la ligne de Tekhnologuitcheski institout à Park Pobedy. Elle doit son nom à la présence à proximité d'une grande entreprise de génie électrique portant ce nom.

## Services aux voyageurs

### Accès et accueil
En surface, elle dispose d'un unique accès situé dans un bâtiment spécifique, en relation avec le quai par un tunnel en pente équipé d'un triple escalier mécanique.

### Desserte
Elektrossila est desservie par les rames de la ligne 2 du métro de Saint-Pétersbourg.

Installations
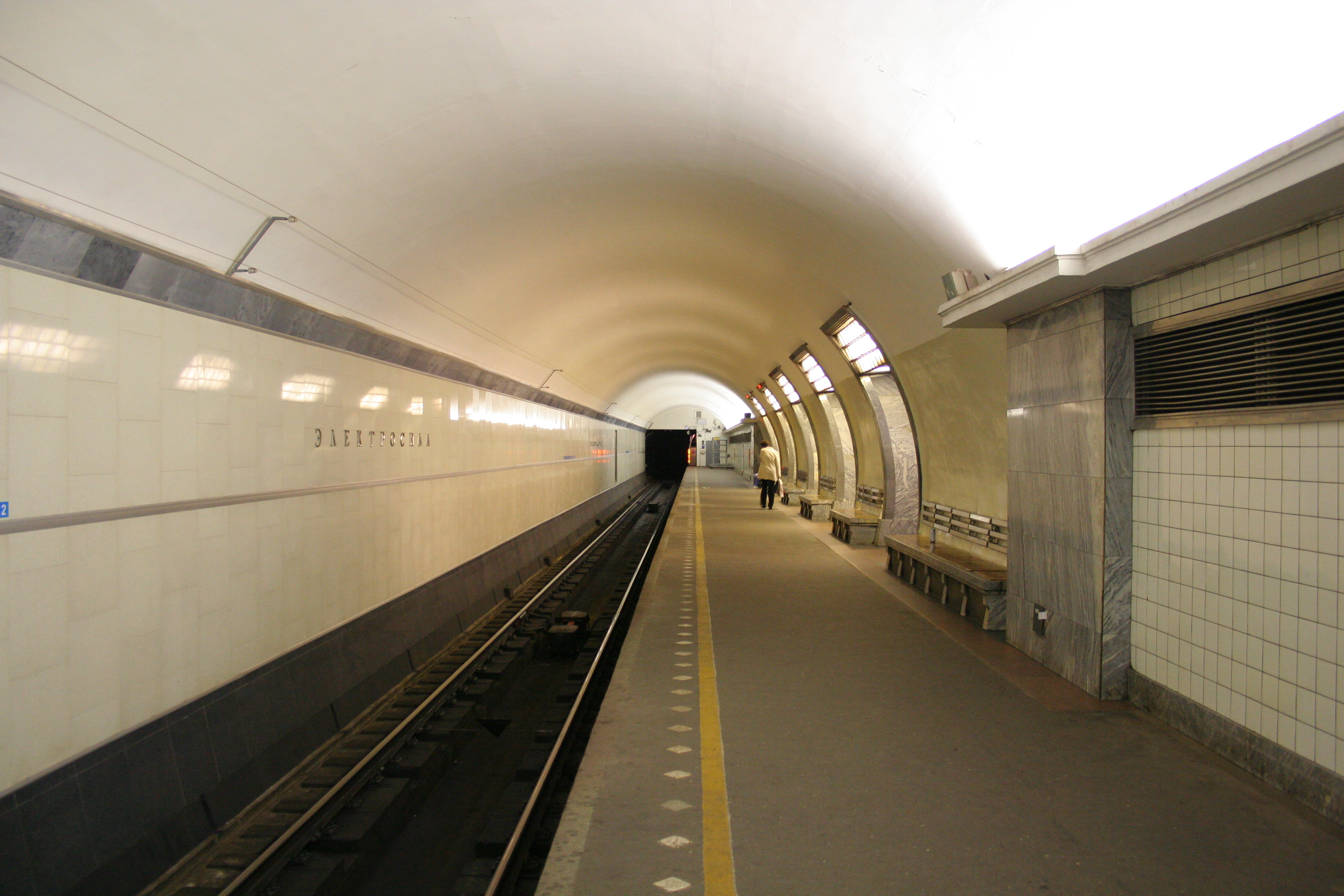
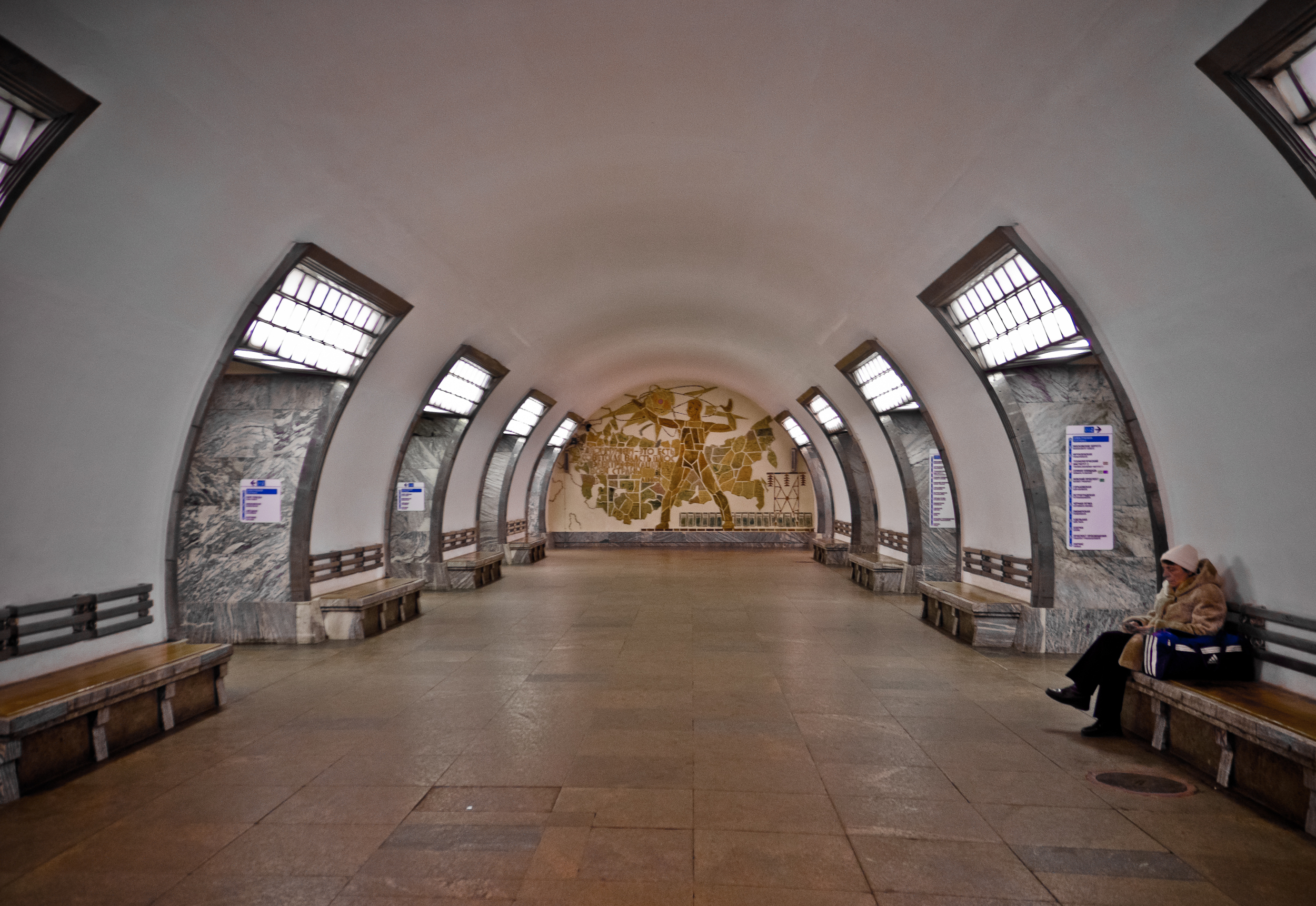
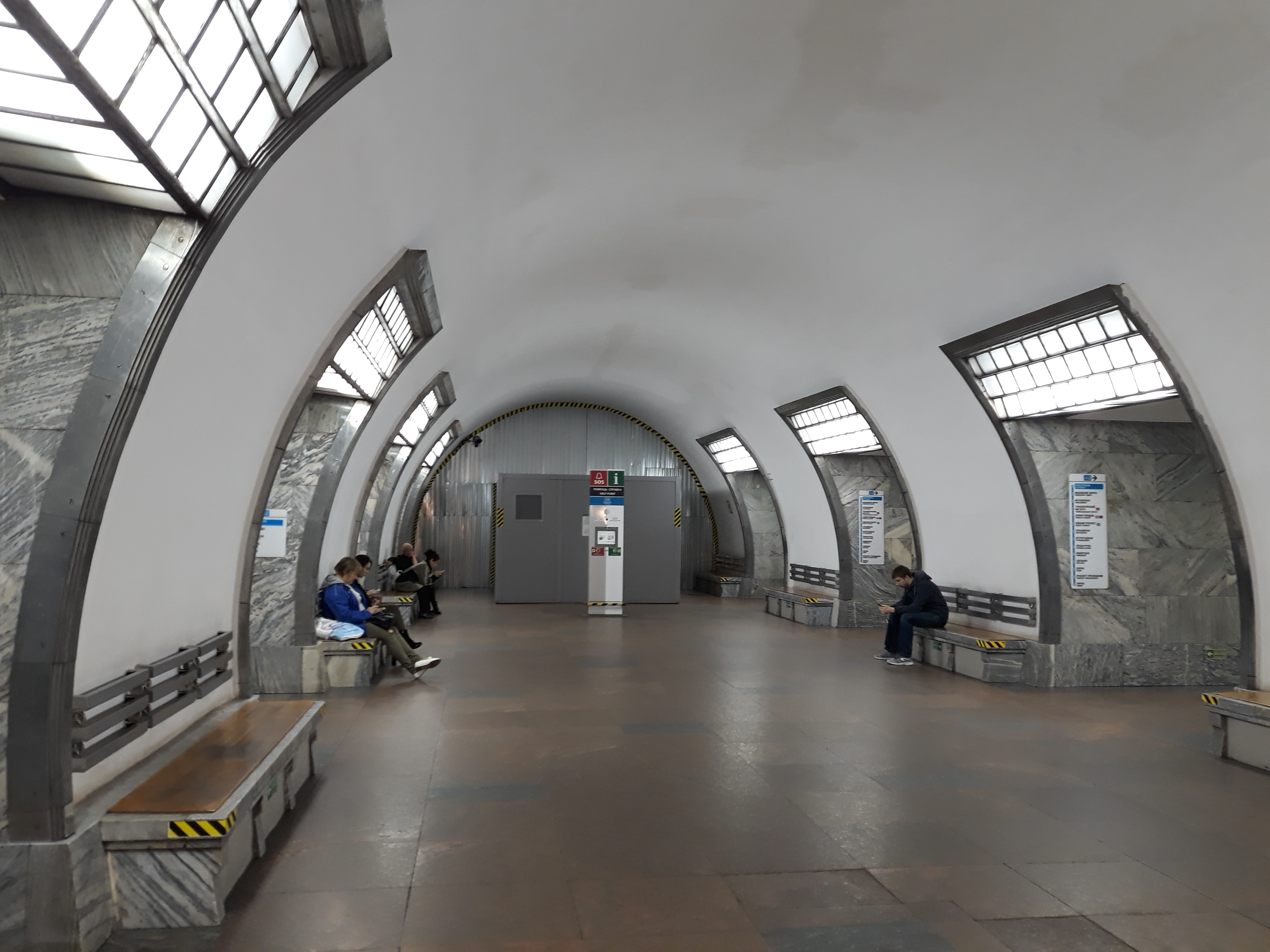

### Intermodalité
À proximité une station du Tramway de Saint-Pétersbourg est desservie par les lignes 29 et 43 et des arrêts de bus sont desservis par de nombreuses lignes.